# Röszke vasútállomás
Röszke vasútállomás egy Csongrád-Csanád vármegyei vasútállomás, Röszke településen, a MÁV üzemeltetésében. A település központjától északnyugatra, a lakott terület északi peremén helyezkedik el, közúti megközelítését a 4301-es utat és az 5-ös főutat összekötő 43 302-es számú mellékút, illetve egy abból kiágazó, számozatlan önkormányzati út biztosítja.
2016. február 24. és 2022. augusztus 1. között a vasútállomáson szünetelt a vonatforgalom.[forrás?]

## Története
Az állomást a Alföld–Fiumei Vasúttársaság építtette a Szeged-Rókus és Zombor közötti vonalszakasz részeként, a forgalom számára 1869. november 11-én nyílt meg. Az első világháború előtt kisállomás volt az amúgy igen forgalmas Szeged és Szabadka közötti vasútvonalon. A trianoni békediktátum következményeként azonban a két város közötti vasútvonal magyar oldali határállomása lett. Az állomásra fővámhivatalt, határ- és vámőrséget telepítettek, ugyanakkor a forgalom jelentősen visszaesett.  Ez a helyzet a második világháború után konzerválódott, a vonal szerepe ekkortól kezdve egyre periférikusabbá vált. 1965-ben és 1971-ben az állomás és az ott dolgozók teljesítményét Szocialista szolgálati hely kitüntetéssel ismerte el a vasút.
A vasútállomáson az 1960-as évek végéig jelentősnek mondható teherforgalom zajlott, aztán a szállítmányokat közútra terelték. 1971-ben az állomáson megszűnt a személyforgalom, ettől kezdve két évtizeden keresztül csak a szórványos teherforgalom és a határt itt átlépő kis számú vonat érintette Röszkét. (A Csongrád és Békés megyékben termelt cukorrépát a magyar termelőszövetkezetek és állami gazdaságok rendszeresen értékesítették jugoszláv cukorgyárak számára; a szállítmányok itt lépték át a határt.) Az állomás a személyforgalom számára 1988-ban nyílt meg újra, amikor Szeged és Szabadka között újra elindultak a vonatok. Az állomás szerepköre ebben az időszakban jobbára az egyre csökkenő kishatárforgalom bonyolítására korlátozódott.
Voltak ugyan alkalmak, amikor a vasút jobban ki akarta használni a röszkei határátmenet lehetőségeit, ám ezek nem voltak tartós próbálkozások. (Az 1993-94-es, illetve az 1996-97-es menetrendi időszakokban például itt lépte át a határt a Moszkva és Belgrád között közlekedő Puskin éjszakai gyorsvonat.) A személyforgalom csökkenése ellenére a határátmenet és a röszkei állomás forgalma két és fél évtizeden keresztül fennmaradt. 2010. március 11-től kezdve a szerb vasút által biztosított járatok (műszaki alkalmatlanságuk miatt) nem léphettek be Magyarországra, így Röszke átszálló határállomássá vált, ahol az utazóknak az egyik vonatról át kellett szállniuk a másik ország vonatára.

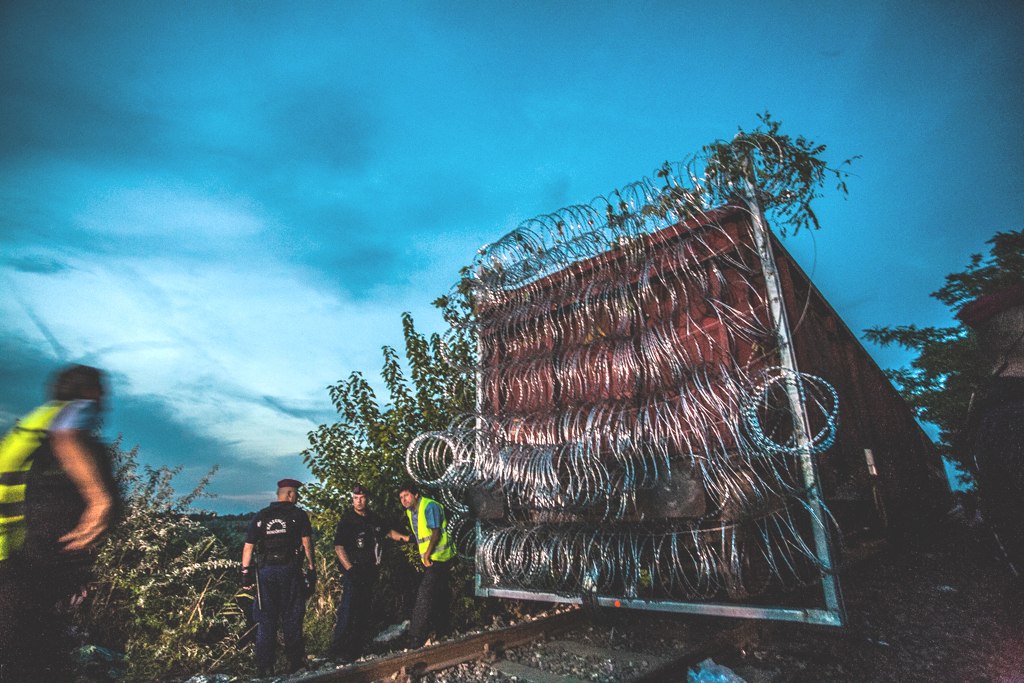
A határt lezáró vagon Röszkén 2015 szeptemberében

A 2015-ös migrációs válság kiemelten érintette a Szeged–Szabadka-vasútvonalat. A vasút röszkei szakasza volt a határzáron nyitva maradt utolsó kapu, amelyen 2015 szeptemberében több tízezren próbálták meg átlépni a határt. A balesetveszély miatt a vasút leállította a határátmenet forgalmát, augusztus 28-tól Röszke végállomás lett. Ezzel egy időben az állomás forgalma elképesztő mértékben felpörgött, innen indultak útnak a migránsokat elszállító szerelvények. Szeptember 15-én Röszkéről kiindulva tolták a helyére a határt végérvényesen lezáró tehervagont. A határt át nem lépő belföldi személyvonatot október 31-ig közlekedtette a magyar vasút, majd a csekély utasszámra hivatkozván a járatot megszüntették. Az állomáson utoljára 2016. február 24-én járt vonat, amikor a határszelvényt lezáró tehervagont elvontatták. Ezután az állomást évekig csak a pályafenntartás kis számú pályabejárása érintette.
2021 őszén megkezdődött, 2022 februárjára befejeződött a vasútállomás elöregedett létesítményeinek bontása. A régi vágányhálózatot teljesen felszámolták, 2023 tavaszán megkezdték az új állomási infrastruktúra kialakítását. A személyforgalom számára új peronok, kerékpártárolók, parkolóhelyek és új utasforgalmi létesítmények épültek az állomás település felőli oldalán. A tehervonatok számára új fogadóvágányt alakítanak ki, illetve megépültek a határt átlépő vonatok vizsgálatához szükséges berendezések is. Az állomás vasútüzemi irányítását a korszerűsítés után Szegedről végzik. A régi állomásépületet vasútüzemi és határrendészeti feladatok ellátására használják. Az újjáépített vasútállomás 2022. augusztus 2-án fogadta az első határátlépő tehervonatot. Az első nemzetközi személyvonat 2023. november 8-án reggel érkezett Röszkére. 
A 150-es vasútvonal rekonstrukciója idején Röszke volt az egyetlen vasúti átkelőhely Magyarország és Szerbia között, így Röszke állomás léptette át a két ország közötti forgalom teljes egészét. Ennek megfelelően az állomás forgalma a 2023-as menetrendi évben 4300-at meghaladó tehervonatszámra növekedett.

## Fejlesztési tervek
A vasútállomás fejlesztésére komoly elképzelések léteznek, amelyek a Szeged–Szabadka-vasútvonal reaktiválásával kötnék össze az állomást.
- A Szeged és Szabadka közötti elővárosi forgalom felvételének feltétele, hogy legalább Szerbia schengeni szerződéshez történő csatlakozásáig az állomás határellenőrzési pontként szolgáljon.
- A kelebiai vasútvonal tervbe vett fejlesztése feltételezi a röszkei határátmenet lehetőségét. A Kelebia (országhatár) és Kiskunhalas közötti szakasz teljes vágányzárja idején Szeged felé terelnék a nemzetközi személy- és teherforgalmat, ennek Röszke lenne a be-, illetve kilépési pontja.
- Szintén feltételezi a röszkei határállomás működését a Lázár János által szorgalmazott (Békéscsaba–)Szeged–Szabadka–Baja(–Pécs) vasúti tengely újralétesítése. Ebben az esetben az állomás egy korridorvasút kilépő állomásaként működhetne.

## Vasútvonalak
Az állomás az alábbi vasútvonalon található:
- Szeged–Röszke–Szabadka-vasútvonal

## Kapcsolódó állomások
A vasútállomáshoz az alábbi állomások vannak a legközelebb:
- Szentmihálytelek megállóhely (Szeged–Röszke–Szabadka-vasútvonal)
- Horgos vasútállomás (Szeged–Röszke–Szabadka-vasútvonal)

## Forgalom
A Szeged és Szabadka közötti kishatárforgalom újraindítása óta naponta 10 személyvonat áll meg az állomáson. Röszke határállomás, az utazókat a két ország hatóságai ellenőrzik, ezért a vonatok az állomáson körülbelül 40 percet tartózkodnak.